# Sophie Souwer
Anna Sarah Sophie Souwer (Westervoort, 29 juni 1987) is een Nederlandse roeister.

## Levensloop
De roeister groeide deels op in pleeggezinnen en bij haar opa, omdat haar ouders niet voor haar konden zorgen. Ze studeerde verloskunde in Groningen en ging roeien bij A.G.S.R. Gyas. Souwer bleek talent te hebben en werd geselecteerd voor de nationale teams. Zo won ze in de dubbelvier zilver op de Europese kampioenschappen in 2013. Vervolgens werd ze overgeheveld naar de "acht" en won daarmee op de Europese kampioenschappen in 2015 en 2016 nog twee zilveren medailles. De roeiploeg plaatste zich voor de Olympische Spelen in Rio de Janeiro, waar ze uiteindelijk zesde werd. In de dubbelvier behaalde Souwer in 2017 zilver op het EK in Tsjechië en goud op de WK in Florida.
Nadat de Olympische Spelen in Tokio in 2020 vanwege het coronavirus een jaar werd uitgesteld besloot Souwer uit te wijken naar Zwitserland. Daarmee gaf zij haar plek in de dubbelvier op. Zij moest voldoende uren maken om haar licentie als verloskundige te behouden. In Nederland was dat niet mogelijk. Souwer koos er voor haar carrière voort te zetten in de skiff. In april 2021 werd zij vijfde tijdens de Europese kampioenschappen roeien in het Italiaanse Varese. Tijdens de Olympische Spelen in Tokio drie maanden later werd zij zevende door de B-finale te winnen.
Souwer heeft een relatie met de Italiaanse roeier Martino Goretti, die meedeed aan de Olympische Spelen in 2012 en 2016.

## Resultaten

### Olympische Zomerspelen
| Jaar | Plaats         | Resultaten     |
| ---- | -------------- | -------------- |
| 2016 | Rio de Janeiro | 6e in de acht  |
| 2020 | Tokio          | 7e in de skiff |

### Wereldkampioenschappen roeien
| Jaar | Plaats              | Resultaten           |
| ---- | ------------------- | -------------------- |
| 2013 | Chungju             | 4e in de dubbel-vier |
| 2014 | Amsterdam           | 8e in de acht        |
| 2015 | Aiguebelette-le-Lac | 6e in de acht        |
| 2017 | Sarasota            | in de dubbel-vier    |
| 2018 | Plovdiv             | in de dubbel-vier    |
| 2019 | Ottensheim          | in de dubbel-vier    |

### Europese kampioenschappen roeien
| Jaar | Plaats                   | Resultaten        |
| ---- | ------------------------ | ----------------- |
| 2013 | Sevilla                  | in de dubbel-vier |
| 2014 | Belgrado                 | 4e in de acht     |
| 2015 | Poznań                   | in de acht        |
| 2016 | Brandenburg an der Havel | in de acht        |
| 2017 | Račice                   | in de dubbel-vier |
| 2018 | Glasgow                  | in de dubbel-vier |
| 2019 | Luzern                   | in de dubbel-vier |
| 2021 | Varese                   | 5e in de skiff    |